# Fânațe, Cluj
Fânațe (în maghiară Funaciledüló) este un sat în comuna Ceanu Mare din județul Cluj, Transilvania, România.
Localitatea actuală nu apare pe Harta Iosefină a Transilvaniei din 1769-1773 (Sectio 096). 